# أكبر الباكر
أكبر الباكر، هو الرئيس التنفيذي للخطوط الجوية القطرية في العام 1997، وذلك بعد أن عمل فترة في وزارة الطيران المدني في دولة قطر. أعاد الباكر إطلاق الخطوط الجوية القطرية في العام 1997، وقد قام على مدى 10 سنوات بتطبيق خطة إستراتيجية لتوسيع شبكة عمل الشركة وبناء أسطول حديث.
ويحمل شهادة بكالوريوس في الاقتصاد والتجارة، وقد شغل العديد من الوظائف في هيئة الطيران المدني قبل تسلمه منصب الرئيس التنفيذي لمجموعة الخطوط الجوية القطرية.
ويتمتع بمنصب رئيس اللجنة التنفيذية للاتحاد العربي للنقل الجوي، وعضوية في مجلس الأمناء في الاتحاد الدولي للنقل الجوي كما أنه عضو غير تنفيذي في شركة مطار هيثرو القابضة المحدودة. ويعد الاتحاد العربي للنقل الجوي الجهة المسؤولة عن تطوير قطاع الطيران في العالم العربي، فيما يعد الاتحاد الدولي للنقل الجوي الجهة التنظيمية العالمية لشركات الطيران. أما شركة مطار هيثرو القابضة المحدودة، فهي الشركة المسؤولة عن إدارة وتطوير أكبر مطارات المملكة المتحدة.
ويعمل أيضاً كرئيس تنفيذي لمطار حمد الدولي إلى جانب العديد من الشركات التابعة للخطوط الجوية القطرية، وهي «القطرية للعطلات»، و«القطرية لخدمات الطيران»، و«الشركة القطرية للأسواق الحرة»، و"مطار الدوحة الدولي"، و«الشركة القطرية للتوزيع»، و«القطرية لرجال الأعمال»، و«فندق أوريكس روتانا»، و«الشركة القطرية لتموين الطائرات».

## حياته العملية
- عمل حتى العام 1990 في إدارة محلات ‘بيبي كير’ بالدوحة متخصص في بيع ملبوسات الأطفال، ومارس اعمالا تتعلق بالمقاولات والعقارات والوكالات التجارية.
- شغل رئيس القسم الإداري بالهيئة العامة للعمال
- رئيس مجلس إدارة الهيئة القطرية للسياحة منذ عام 2000.
- عام 1997 تولى منصب الرئيس التنفيذي للخطوط الجوية القطرية.
- المدير التنفيذي للشركات التابعة لشركة الطيران القطرية وهي: شركة قطر للسوق الحرة، شركة قطر للتوزيع، مطار الدوحة الدولي، شركة قطر لتموين الطائرات، شركة خدمات الملاحة القطرية، وشركة عطلات الخطوط الجوية القطرية.
- عضو في اللجنة الحكومية التي تخطط لبناء المطار الجديد بالدوحة.

## الخطوط القطرية
لقد طور أكبر الباكر الخطوط القطرية ويعتبر عرابها الأب الروحي للخطوط القطرية فهو من وضعها في العالمية من لا شيء. ومنذ تسلمه مسؤولية إدارة الخطوط الجوية القطرية وتوليه منصب الرئيس التنفيذي للمجموعة عام 1997، كما تمكن من إحداث تغييرات شاملة ساهمت في إعادة إطلاق الناقلة بهوية حديثة وشعار جديد وفلسفة متطورة تتخذ جودة الخدمات منطلقاً لها.